# Walter Lederer (Maler)
Walter Lederer (* 1923 in Schönbach b. Asch; † 2003 in Übersee, Bayern) war ein deutscher Maler.
Walter Lederer, einem der bedeutendsten zeitgenössischen Maler, nicht nur des Chiemgaus, gelang wie keinem anderen in seiner über 50-jährigen Schaffenszeit die Beherrschung eines breiten Spektrums der Malerei, das sich von der konkreten bis zur gegenstandslosen Darstellung erstreckte.

## Kurzbiografie
Walter Lederer wurde 1923 in Schönbach/Asch im Egerland geboren und kam 1946 als Student des Kunstprofessors Willi Geiger nach Übersee. Am Chiemsee fand Walter Lederer das ideale Umfeld für seine berufliche Kreativität.
Walter Lederer beteiligte sich erstmals 1949 an der „Großen Kunstausstellung“ im Haus der Kunst München. Für Jahrzehnte war er dort als Juror tätig.
1949 bekam er den ERP-Förderpreis in Hof verliehen. Dies war nur der erste Preis von mehreren (siehe Auszeichnungen).
Selbst im hohen Alter ließ Walter Lederer seiner Kreativität freien Lauf und fertigte weiter Bilder an.
Durch zahllose Ausstellungen im In- und Ausland wurde der Öffentlichkeit ermöglicht Einblicke in die Resultate seines Schaffens zu nehmen, aber auch in namhaften Museen sind Arbeiten von Walter Lederer zu finden.
Auch nach 2003 fanden weitere Ausstellungen des Chiemgauer Malers statt.

## Auszeichnungen
- 1949 ERP Förderpreis Hof
- 1978 Seerosenpreis
- 1987 Sudetendeutscher Kulturpreis für Bildende Kunst und Architektur